# Handelsbetriebslehre
Die Handelsbetriebslehre ist innerhalb der Betriebswirtschaftslehre eine spezielle Betriebslehre des Handels und damit eine Institutionenlehre der Betriebswirtschaftslehre. Sie beschäftigt sich vorwiegend mit den Erscheinungsformen und dem Management von Handelsunternehmungen des inländischen Groß- und Einzelhandels sowie des grenzüberschreitenden Außen- und Transithandels.

## Gegenstand der Handelsbetriebslehre
Je nachdem, ob Aussagen über Handelsbetriebe empirisch beobachtbare Phänomene wiedergeben oder ob sie versuchen, Hinweise zur Gestaltung des Entscheidungsprozesses in Handelsbetrieben zu geben, wird in der Handelswissenschaft (nach Lothar Müller-Hagedorn) in registrierende und entscheidungstheoretische Handelsbetriebslehre unterschieden.
Im Zentrum stehen die Entscheidungsprobleme von Handelsunternehmen (Bruno Tietz), also betriebswirtschaftliche Fragen des Handelsmanagements und des Handelsmarketings. Traditionell werden aber auch die gesamtwirtschaftlichen Leistungen des Binnen- und Außenhandels, die Bedeutung dieser Betriebe für die Volkswirtschaft sowie ihre struktur-, konjunktur- und wettbewerbspolitischen Gestaltungsmöglichkeiten (Außenhandels- und Binnenhandelspolitik) von der Handelsbetriebslehre mit erfasst, die Binnenhandelspolitik namentlich wegen zu geringer Berücksichtigung des Binnenhandels im Rahmen der Volkswirtschaftspolitik.
Ergänzend sind auch Absatzmittler (Handelsvertreter, Kommissionäre, Handelsmakler), Handelshilfsbetriebe und Elektronischer Handel (Online-Handel, Internethandel, E-Commerce) Gegenstand der Handelsbetriebslehre.

## Produktionsfaktoren im Rahmen der Handelsbetriebslehre
Die in der Betriebswirtschaftslehre unterschiedenen Produktionsfaktoren menschliche Arbeit, Werkstoffe und Betriebsmittel gelten für Produktionsunternehmen. In Handelsunternehmen tritt der Elementarfaktor Ware an die Stelle der Werkstoffe. Häufig wird auch Wissen (Organisation) als zusätzlicher produktiver Faktor des Handels verstanden. Wegen seiner besonderen Bedeutung für sämtliche Entscheidungsprozesse im Handelsbetrieb kann auch der Faktor Zeit als Quasi-Produktionsfaktor oder sekundärer Leistungsfaktor betrachtet werden. Dies leitet sich aus den Kernaufgaben bzw. -leistungen des Handels ab. In Anlehnung an Karl Oberparleiter (1886–1968) und Rudolf Seyffert kann man vier Funktionen des Handels (Handelsfunktionen) benennen (funktionaler Handelsbegriff):
- Überbrückungsfunktionen (Raumüberbrückung, Zeitausgleich, Preisausgleich und Kreditfunktion)
- Warenfunktionen (Verfügbarkeit eines Sortiments in entsprechender Quantität, Qualität, Sortimentsbreite und -Tiefe)
- Informationsfunktionen (Markterschließung und Beratung)
- kulturelle Funktionen

## Methodische Ansätze
Folgende methodische Ansätze können unterschieden werden:
- Der systemtheoretische Ansatz sieht das Handelsunternehmen im Beziehungsgeflecht seiner Handelspartner und konzentriert sich insbesondere auf distributionswirtschaftliche Fragestellungen.
- Der entscheidungstheoretische Ansatz untersucht vorwiegend Entscheidungen im Bereich des Handelsmanagements.
- Der warenbezogene Ansatz hat die Warentypologie zum Schwerpunkt und beschäftigt sich mit Fragestellungen zur Brancheneinteilung, zu Betriebsformen und zu Sortimentsentscheidungen.
- Der Transaktionskostenansatz fasst den Handelsbetrieb als Kostenoptimierer auf, bezogen auf Transaktionskosten, die beispielsweise beim Ressourcenverbrauch oder der Wahrnehmung von Distributionsfunktionen anfallen.

## Geschichtliche Entwicklung
Das in der modernen Handelsbetriebslehre kompilierte Kaufmannswissen hat eine bis in die Antike zurückreichende Tradition. Seit der Erfindung des Buchdrucks wurde das jahrhundertelang mündlich und handschriftlich von Kaufmannsfamilien tradierte Wissen einer weiten Öffentlichkeit zugänglich und auch als Lehrstoff für kaufmännische Bildungsstätten nutzbar. Berühmt wurde die erste gedruckte Darstellung des Systems der doppelten Buchhaltung in Luca Paciolis Buch „De Aritmetica“ (1495). Mit der ersten systematischen Sammlung des kaufmännischen Wissens seiner Zeit, Le parfait négociant ... (deutsch Der vollkommene Kauf- und Handelsmann) von Jacques Savary im Jahre 1675 – ein Jahrhundert vor dem berühmtesten Werk der klassischen Nationalökonomie von Adam Smith – beginnt die wissenschaftliche Beschäftigung mit dem Handel, die „Handlungswissenschaft“.
Am 1. Mai 1901 wurde die Handelshochschule Köln gegründet (sie ging 1919 bei der Gründung der neuen Universität zu Köln in derselben auf).
1914 wurde der erste deutschsprachige handelswissenschaftliche Lehrstuhl an der ETH Zürich (für Johann Friedrich Schär) eingerichtet.
In Deutschland erfuhr die Handelsbetriebslehre ein breites Fundament vor allem durch die literarischen und empirischen Arbeiten von Rudolf Seyffert und Julius Hirsch, die beide im Jahre 1926 in Köln und Berlin je ein spezielles Forschungsinstitut für den Handel gründeten. Von ihnen gingen zahlreiche betriebswirtschaftliche und binnenhandelspolitische Anregungen aus (z. B. Betriebsvergleich, Betriebsberatung, Auf- und Ausbau des Handelsmarketings; gutachterliche Tätigkeit für Kammern, Behörden und Verbände). Die in den 1930er Jahren entstehende, durch Wilhelm Vershofen, Georg Bergler und Ludwig Erhard geprägte „Nürnberger Schule“ der Absatzwirtschaft, insbesondere die grundlegenden Arbeiten von Erich Schäfer sowie nach dem Zweiten Weltkrieg die Arbeiten von Erich Gutenberg zur Absatzlehre, spielte für die Handelsbetriebslehre eine ambivalente Rolle. Einerseits trug ihre „durchgängige Betrachtungsweise“ aller Wirtschaftsprozesse und -institutionen von der Urproduktion bis zur Endverwendung der Waren zum Verständnis der Handelsbetriebe und ihrer Bedeutung für die Gesamtwirtschaft bei. Andererseits wurde der Handel durch das Vordringen der industrieorientierten Absatz- und Marketinglehre „in den hinteren Winkel des Forschungsinteresses gedrängt“. Im Werk „Dreihundert Jahre Handelswissenschaft. Beitrage zur Geschichte der Betriebswirtschaftslehre“ (1979) ließ der Seyffert-Schüler Edmund Sundhoff in seinem Emeritierungsjahr die Geschichte der Handelswissenschaft Revue passieren.

## Ausbildung, Forschung, Lehre
Die wissenschaftliche Handelsbetriebslehre wird unter verschiedenen Bezeichnungen (Handelsmanagement, Handelsbetriebsführung oder Handelsmarketing) als selbständiger Studiengang oder als Fach im Rahmen des Marketingstudiums (z. B. als Marketing und Distribution) an mehreren Universitäten und Fachhochschulen angeboten. Einige Hochschulen bieten auch Handelspsychologie als Zweiglehre der Handelsbetriebslehre an. Für die an Fachhochschulen gepflegte Verknüpfung von wissenschaftlicher mit berufspraktischer Ausbildung im Rahmen des dualen Studiums sei stellvertretend das Ausbildungsfach Handelsmanagement an der Europäischen Fachhochschule Brühl erwähnt. Für die obligatorischen wissenschaftlichen Studienabschluss- oder Examensarbeiten (Diplomarbeit, Bachelorarbeit, Masterarbeit) können sowohl theoretisch als auch empirisch ausgerichtete Arbeiten, d. h. sowohl theoretisch-literarische Themen als auch Themen mit praktischem Handelsbezug, vergeben werden.
Traditionell wird an den Lehrstühlen für Handelsbetriebslehre (oder Handel und Absatz oder Marketing und Handel) auch Handelsforschung betrieben. Von Lehraufgaben losgelöste Handelsforschung wird auch in einigen speziellen Forschungsinstitutionen durchgeführt. Nach einer im Juni 2002 abgeschlossenen Untersuchung über die Lehr- und Forschungsstätten im Handel wurde das Fach Handelsbetriebslehre in Deutschland an 25 wissenschaftlichen Hochschulen und an 22 Fachhochschulen angeboten; fünf Institute widmeten sich ausschließlich oder schwerpunktmäßig  der Handelsforschung. Aus seiner 30-jährigen Lehrerfahrung berichtet Schenk u. a. über die Gestaltungsmöglichkeiten des handelsbetrieblichen Hochschulunterrichts, über die Konzipierung von handelswissenschaftlichen Seminaren und über objektivierte Examensbeurteilungen anhand von standardisierten Prüflisten. Der Förderung wissenschaftlicher und praxisnaher Projekte, die sich mit Innovationen im Handel beschäftigen, sind der Wissenschaftspreis des EHI Retail Institute, Köln, und der Förderpreis Handel der Wolfgang Wirichs-Stiftung, Krefeld, gewidmet.
Im Rahmen der dualen kaufmännischen Ausbildung wird die stärker praxisorientierte angewandte Handelsbetriebslehre vor allem an Berufsschulen gelehrt, ferner an Fachschulen des Handels und an Berufsakademien. Die Industrie- und Handelskammern nehmen die berufsschulischen Abschlüsse für angehende Einzelhandelskaufleute und Kaufleute im Groß- und Außenhandel ab und bieten weiterbildende Kurse, etwa zum Handelsfachwirt, und Lehrgänge an.